# Igor Ponomaryov
Igor Ponomaryov   (Bakú, 24 de febrer de 1960) és un exfutbolista azerbaidjanès de la dècada de 1980 i entrenador.
Fou un cop internacional amb la selecció soviètica, amb la qual participà en els Jocs Olímpics d'Estiu de 1988.
Pel que fa a clubs, defensà els colors de PFC CSKA Moscou, Neftchi Baku i IFK Norrköping.